# Сибирская платформа
Сиби́рская платфо́рма — древняя платформа в средней части Северной Азии, на северо-востоке Евразийской плиты. Соответствует предполагаемому древнему северному континенту Ангарида (англ. Siberia), который существовал с позднеордовикской эпохи до мезозоя включительно и был сформирован при соединении трёх значительных массивов суши: Обии, Байкалиды и Анабары. Между Ангаридой (на севере) и Гондваной (на юге) располагался океан Тетис.
Это один из древнейших блоков континентальной коры Земли. Её фундамент образовался в архее, впоследствии он неоднократно покрывался морями, в которых сформировался мощный осадочный чехол. На платформе произошло несколько этапов внутриплитного магматизма, крупнейшим из которых является образование сибирских траппов на границе перми и триаса. До и после внедрения траппов были спорадические вспышки кимберлитового магматизма, которые сформировали крупные месторождения алмазов.
Западная граница платформы по долине реки Енисей; северная граница — по южным предгорьям гор Бырранга; восточная граница по Предверхоянскому краевому прогибу в низовьях реки Лены; юго-восточная граница — южная оконечность хребта Джугджур; южная граница по разломам на юге Станового и Яблонового хребтов, системе разломов Забайкалья и Прибайкалья, южной оконечности озера Байкал; юго-западная граница платформы вдоль Главного Восточно-Саянского разлома.
Термин Сибирская платформа был введён академиком А. А. Борисяком в 1923 году для обозначения обширного Восточно-Сибирского геологического региона двухъярусного строения. По его мнению, это область на юге граничит с каледонской складчатой зоной, в которую входят Восточные Саяны и Забайкалье. На западе Сибирская платформа окаймлена герцинской складчатой зоной, погружённой под рыхлые образования Западно-Сибирской низменности. На северо-востоке к платформе примыкает складчатая область. А. А. Борисяк включал в платформу Енисейский кряж. Положение границ платформы в процессе её изучения неоднократно менялось.

## Геологическая история
1. В архее и начале протерозоя образовалась большая часть фундамента Восточно-Сибирской платформы.
2. В конце протерозоя (венд) и начале палеозоя платформа периодически покрывалась мелководным морем, в результате чего образовался мощный осадочный чехол.
3. В конце палеозоя закрылся Уральский океан, консолидировалась кора Западно-Сибирской равнины, и она вместе с Восточно-Сибирской и Восточно-Европейской платформой образовали единый континент.
4. В девоне вспышка кимберлитового магматизма.
5. На границе перми и триаса произошла мощнейшая вспышка траппового магматизма.
6. В мезозое некоторые части платформы были покрыты эпиконтинентальными морями.
7. На границе мела и палеогена на платформе произошёл рифтогенез и новая вспышка магматизма, в том числе карбонатитового и кимберлитового.

## Полезные минералы
Сибирская платформа богата различными полезными ископаемыми.
На Анабарском щите расположены огромные интрузии анортозитов, содержащие залежи титаномагнетитов и апатита. На территории Якутии расположены многочисленные алмазные трубки. С сибирскими траппами связаны медно-никелевые месторождения норильского района.
Есть несколько крупных угольных бассейнов: Ленский угольный бассейн, Тунгусский угольный бассейн, Иркутский угольный бассейн, сформировавшихся на континенте Ангарида в позднекаменноугольную эпоху и в пермский период.
В плане нефтегазоносности Восточно-Сибирская платформа значительно беднее соседней Западно-Сибирской низменности. Месторождения установлены в её южной и северной частях.